# Orquesta Filarmónica Checa

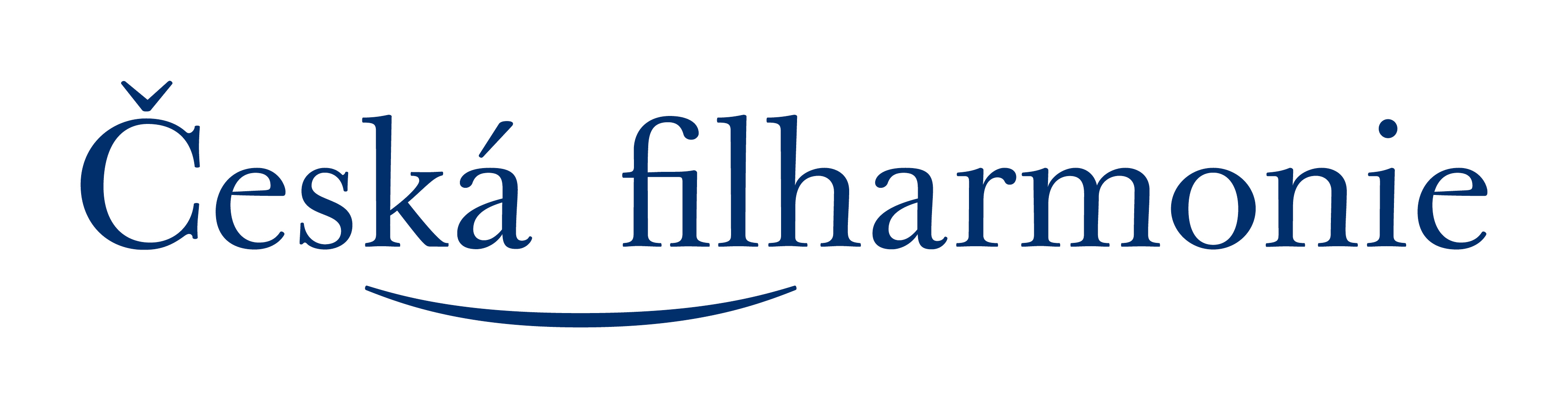
Logotipo de la Orquesta Filarmónica Checa

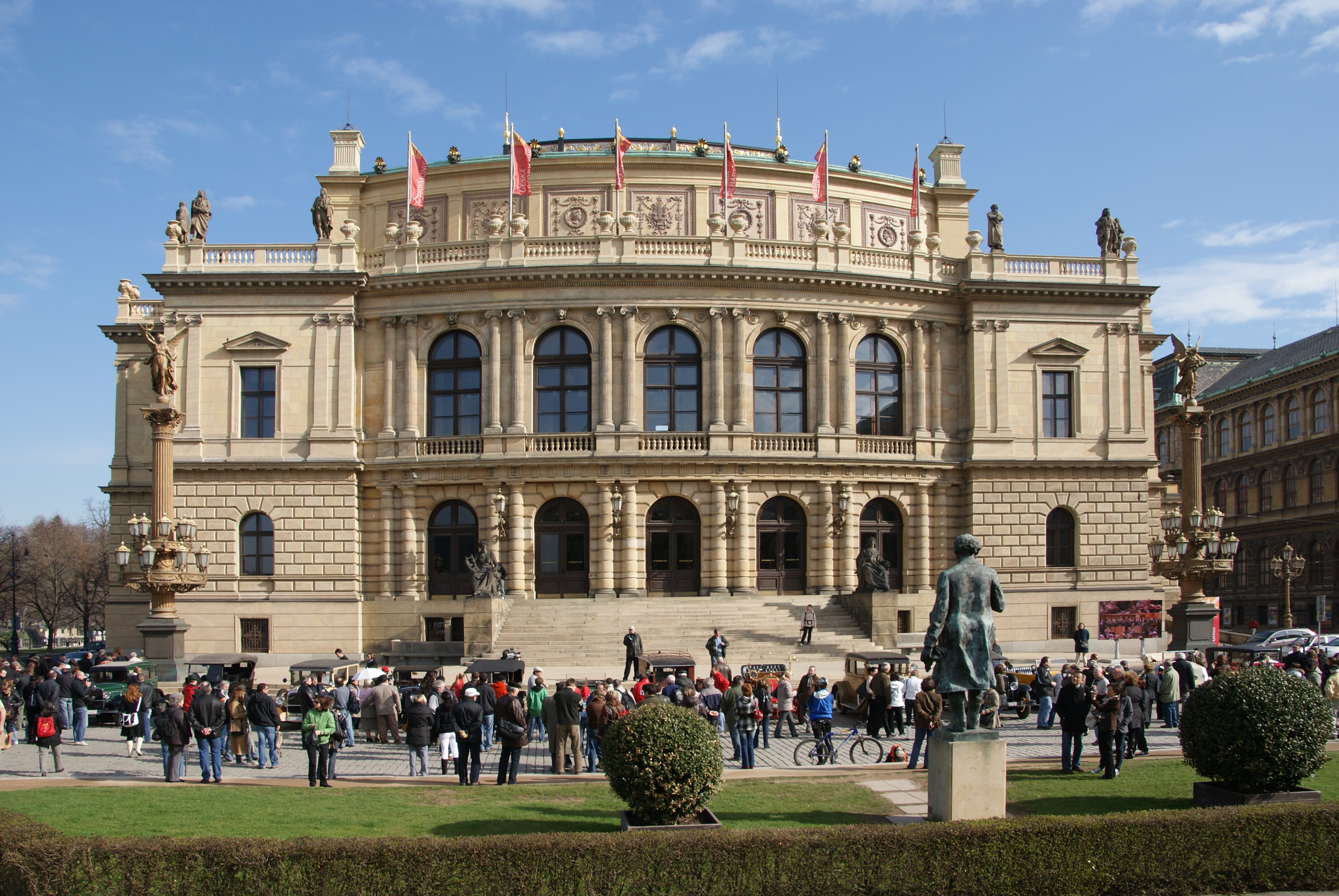
El Rudolfinum, sala de conciertos de la Orquesta Filarmónica Checa.

La Orquesta Filarmónica Checa (checo: Česká filharmonie) es una orquesta sinfónica con sede en Praga, situada en el edificio Rudolfinum. Es una institución pública que depende del Ministerio de Cultura de la República Checa. El primer concierto oficial de la orquesta tuvo lugar el 4 de enero de 1896, bajo la dirección del compositor Antonín Dvořák.
Desde la temporada 2018/2019, el director de orquesta estadounidense de origen ruso Semyon Bychkov ejerce como director musical y titular.

El director invitado principal es Jakub Hrůša, mientras que Sir Simon Rattle fue nombrado director invitado honorario «en homenaje a Rafael Kubelík» para la temporada 2024/2025. En junio de 2025, la Filarmónica Checa anunció que Jakub Hrůša sería el próximo director titular y director musical a partir de la temporada 2028/2029.

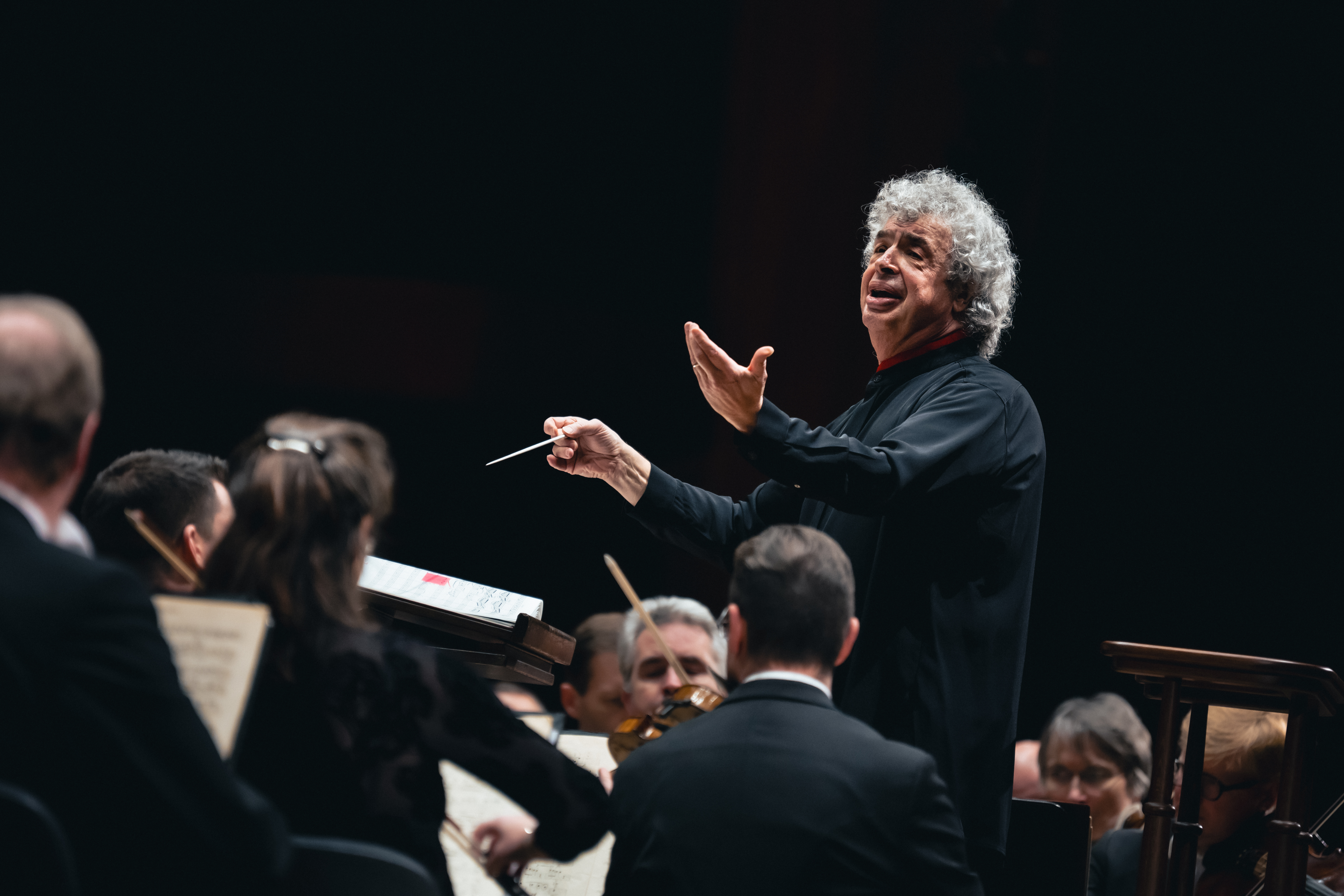
Semyon Bychkov
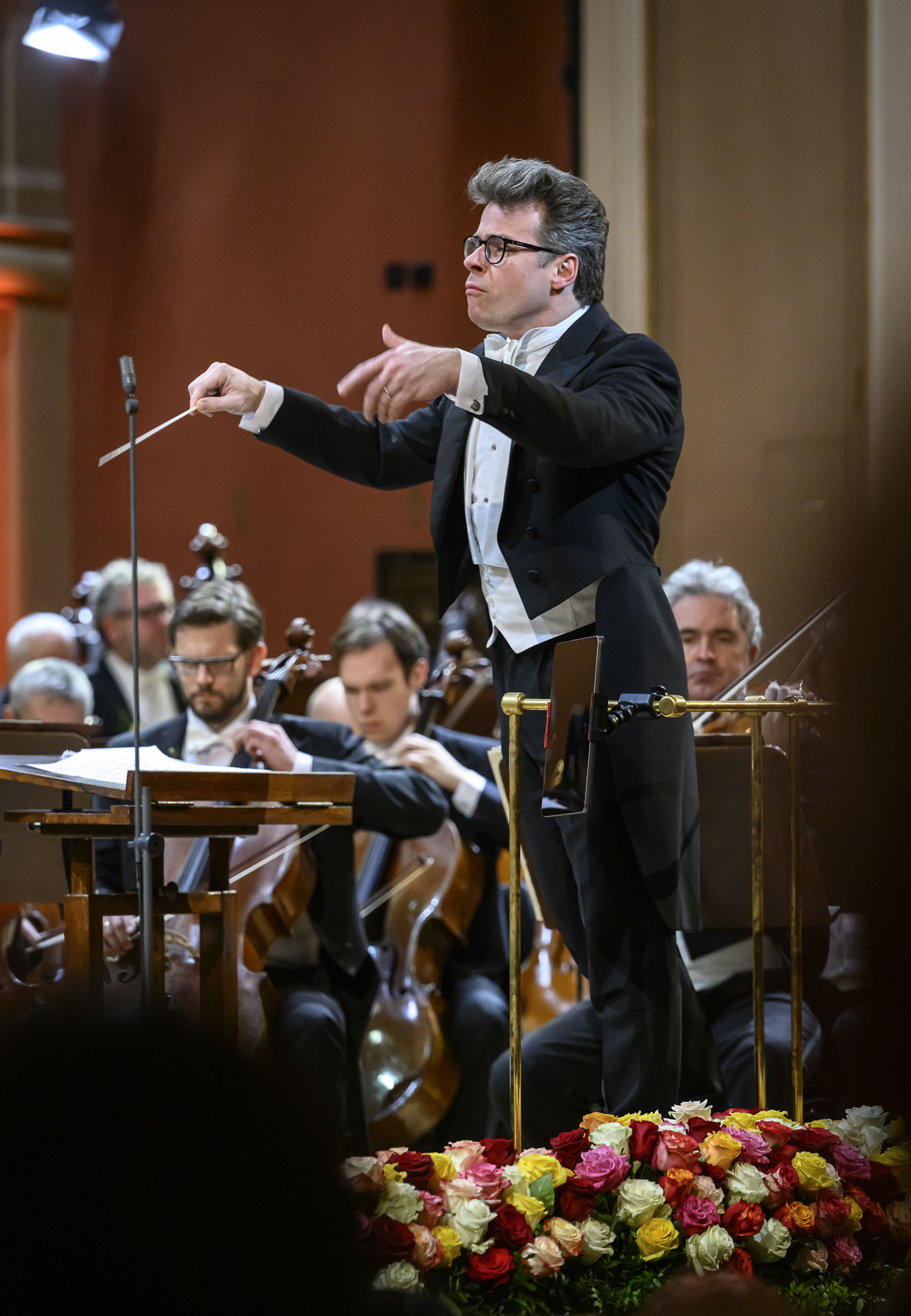
Jakub Hrůša
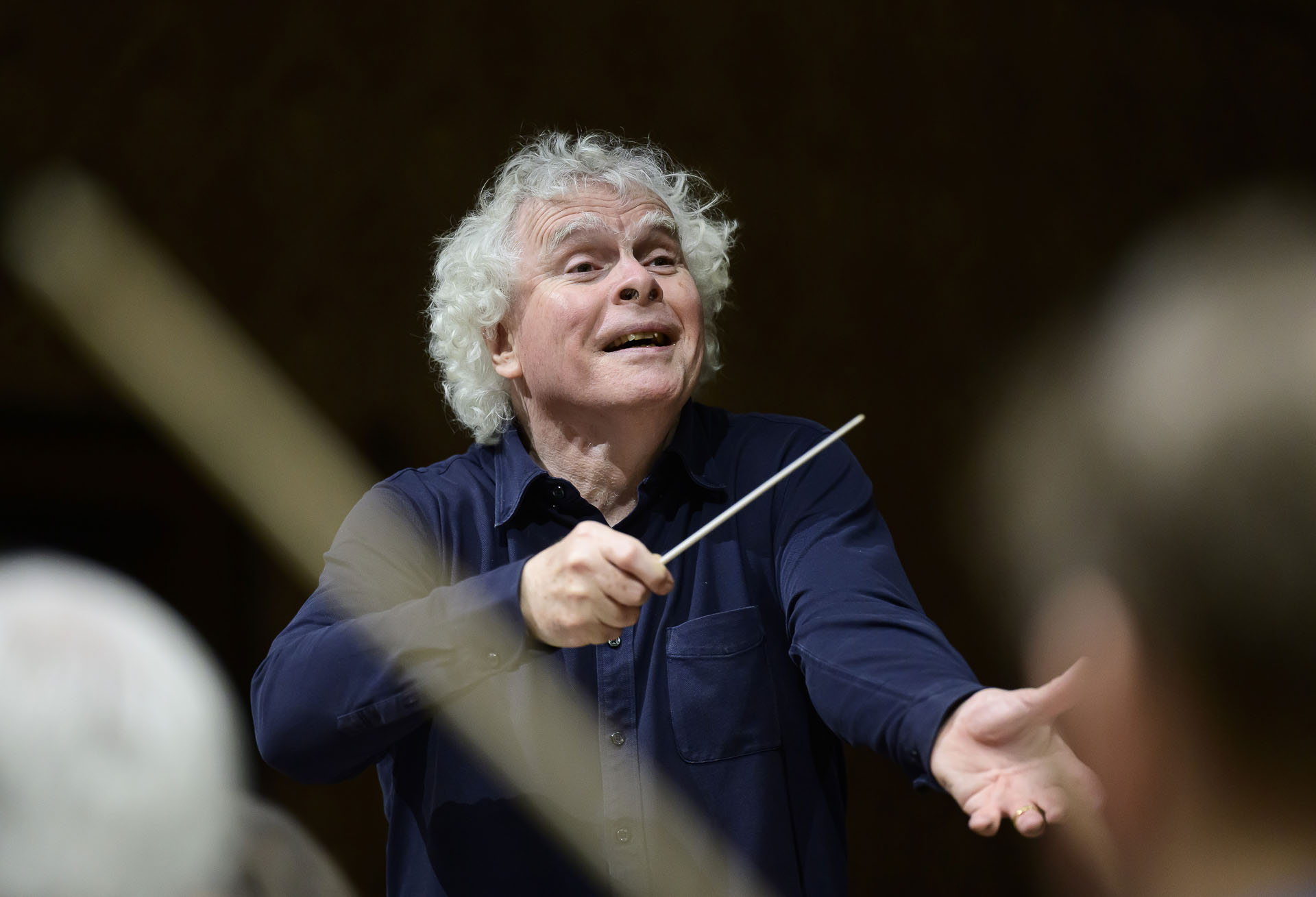
Simon Rattle

## Historia

### Fundación y primeros años[1]
La idea y los esfuerzos relacionados con la fundación de la Filarmónica Checa se remontan a Bedřich Smetana, así como a los fundadores de la «Sociedad para el sostenimiento de una gran orquesta de la ciudad de Praga» (1882).
En 1894, sus gestiones dieron lugar a la creación de la asociación «Filarmónica Checa, sociedad para la promoción del arte musical en Praga, así como caja de pensiones para los miembros de la orquesta del Teatro Nacional de Praga, sus viudas y huérfanos».
El primer concierto tuvo lugar el 4 de enero de 1896 en el Rudolfinum de Praga, bajo la dirección del compositor Antonín Dvořák. El programa incluyó sus propias obras: Rapsodia eslava n.º 3, Canciones bíblicas (n.º 1 a 5), Obertura Otelo y la Sinfonía n.º 9 “Del Nuevo Mundo”.
En sus comienzos, el conjunto funcionaba como una actividad paralela de carácter asociativo. Como indica su nombre, estaba formado por miembros de la orquesta del Teatro Nacional. Todos los ingresos se destinaban a los músicos o a sus familias en forma de pensión o ayuda para el sustento.
Un momento clave en la constitución de la Filarmónica Checa como orquesta independiente fue el desenlace de un conflicto entre los miembros de la orquesta del Teatro Nacional y el director de la ópera, Karel Kovařovic.
El 9 de febrero de 1901, los músicos —también miembros de la asociación Filarmónica Checa— iniciaron una huelga que condujo a su despido. Estos intérpretes fundaron conjuntamente la Orquesta Sinfónica de la Filarmónica Checa y eligieron a su primer director titular, Ludvík Vítězslav Čelanský (1870–1931).
Para poder mantenerse, la nueva orquesta tuvo que ofrecer numerosos conciertos. Solo en el año 1901 organizó 49 actuaciones en Bohemia, Moravia y Silesia.
Uno de los directores clave de esta etapa inicial fue Oskar Nedbal, antiguo violista del célebre Cuarteto Checo. Gracias a su talento musical y a su capacidad organizativa, dirigió la orquesta en una época marcada por dificultades económicas y la lucha por su continuidad. Nedbal se convirtió pronto en uno de los pilares del conjunto y contribuyó de manera significativa a su consolidación.

### Llegada de Václav Talich y nacimiento de Checoslovaquia
La llegada del director Václav Talich, de 35 años y aún poco conocido en Praga, marcó el inicio de un nuevo capítulo en la historia de la orquesta. Asumió el cargo de director titular en 1919.
El 28 de octubre de 1918, día de la proclamación de la independencia de Checoslovaquia, tuvo lugar bajo su batuta un ensayo general en la Casa Municipal de Praga con motivo del estreno mundial de la sinfonía Zrání (Maduración) de Josef Suk. Cuando el secretario de la Filarmónica Checa irrumpió en la sala Smetana con la noticia de la libertad, Talich respondió: «Eso está muy bien… pero tenemos que seguir ensayando.»
El estreno de Zrání se celebró el 30 de octubre de 1918 y se convirtió en el primer concierto de la Filarmónica Checa en la recién creada República Checoslovaca.
Talich se consolidó como una figura artística enérgica y carismática, convirtiéndose pronto en una personalidad clave de la orquesta. Ponía énfasis en la individualidad y la vitalidad de la interpretación, y buscaba un equilibrio preciso entre las distintas secciones. También fue un destacado programador musical. Durante sus primeros años al frente del conjunto, realizó una revisión exhaustiva del repertorio y dedicó la temporada 1921–1922 a las sinfonías checas. Incluía habitualmente en sus programas obras de impresionistas franceses, así como de Mahler, Bartók y Shostakóvich.
Las giras internacionales entre 1918 y 1938 tuvieron un significado especial. La orquesta se convirtió en embajadora cultural de la joven república, y sus actuaciones en Italia, Viena o el Reino Unido estuvieron siempre vinculadas a importantes acontecimientos culturales.
Tras la ocupación nazi en 1939, la Filarmónica Checa se vio obligada a participar en conciertos organizados por el régimen nazi. En febrero de 1941, actuó en Berlín y Dresde por orden de Joseph Goebbels. Durante ese tiempo, el violista Zdeněk Němec fue asesinado por la Gestapo. Los conciertos de Má vlast (Mi patria - Bedřich Smetana) se convirtieron en un símbolo de manifestación nacional y de resistencia frente al régimen nazi. Poco después, se prohibió la interpretación del ciclo sinfónico en su totalidad (y los movimientos Tábor y Blaník fueron directamente censurados).

### Rafael Kubelík: visión y esperanza
Rafael Kubelík, que asumió el cargo de director titular de la Filarmónica Checa en el otoño de 1941, ya era una figura clave de la orquesta durante la guerra. Había debutado al frente del conjunto en enero de 1934, con solo diecinueve años. Durante la Segunda Guerra Mundial se centró en obras que fortalecieran la esperanza y la fe del pueblo.
Tras la Segunda Guerra Mundial, el 21 de junio de 1945, Kubelík dirigió un «Concierto de acción de gracias» en el que se interpretó Má vlast. En noviembre del mismo año, la orquesta organizó un concierto en apoyo a los pueblos de Lidice y Ležáky, víctimas del terror nazi. Durante su etapa al frente de la orquesta en el periodo de posguerra, la Filarmónica Checa fue nacionalizada, el 22 de octubre de 1945.
Su programación se orientó a saldar la deuda con la música rusa, francesa y angloamericana.
No obstante, entre sus obras predilectas figuraban la Meditación sobre el coral de San Wenceslao, op. 35a de Josef Suk y Taras Bulba de Leoš Janáček.
Bajo su dirección, la Filarmónica Checa fundó en 1946 el festival internacional de música Primavera de Praga (Pražské jaro).
De los cincuenta conciertos del festival, fue la orquesta checa la que interpretó quince.

### Ančerl y Neumann
Tras la marcha al exilio de Rafael Kubelík en julio de 1948, poco después del establecimiento del régimen comunista en Checoslovaquia, la Filarmónica Checa entró en un período de provisionalidad. Durante esta etapa, la orquesta fue dirigida por Václav Neumann, también violista, y Karel Šejna, contrabajista del propio conjunto. Ambos se esforzaron por mantener el nivel artístico de la orquesta a pesar de las presiones políticas del régimen totalitario.
Karel Ančerl, que asumió la dirección en 1950, se enfrentó a una fuerte oposición por parte de los músicos, que lo consideraban un nombramiento impuesto por razones políticas. Aun así, logró transformar el ambiente interno y posicionar a la orquesta en la escena internacional. Bajo su dirección, la Filarmónica Checa realizó sesenta giras en veintiocho países del mundo.
La etapa de Václav Neumann se desarrolló entre noviembre de 1968 y el otoño de 1990, y trajo consigo una intensa colaboración con discográficas, que permitió grabaciones destacadas, especialmente de las sinfonías de Dvořák. Durante ese período, la orquesta incorporó por primera vez a mujeres en sus filas: en 1970, la arpista Renata Kodadová fue admitida como primera arpista tras la jubilación de su maestro Karel Patras. En 1985, la violinista Barbara Pazourová se convirtió en la segunda mujer en ingresar al conjunto.

### La Revolución de Terciopelo y el regreso de Rafael Kubelík
En 1969, la Filarmónica Checa se sumó a las protestas contra la ocupación de Checoslovaquia. Se celebraron conciertos en homenaje al estudiante Jan Palach, quien se inmoló en señal de protesta. En noviembre de 1989, la orquesta participó activamente en los acontecimientos de la Revolución de Terciopelo. Durante esos conciertos se interpretaron obras que simbolizaban el anhelo de libertad y justicia. Uno de los momentos más destacados fue la interpretación de la Novena Sinfonía de Beethoven en el concierto organizado para el Foro Cívico, el 14 de diciembre de 1989.
Tras años de exilio, Rafael Kubelík regresó a Praga en abril de 1990. Sus primeras palabras al volver fueron emotivas: «Esperé este momento con pasión y siempre creí que algún día llegaría.» Dirigió el concierto inaugural del festival Primavera de Praga, en el que volvió a sonar Má vlast de Smetana. Kubelík permaneció al frente de la orquesta hasta noviembre de 1991, cuando ofreció su último concierto durante una gira por Japón.

### Última década: Bělohlávek y Bychkov
Después de Kubelík, la orquesta atravesó un periodo de rotación frecuente de directores titulares.
Jiří Bělohlávek fue nombrado director titular en 2012, aportando estabilidad y una nueva visión artística. Bajo su liderazgo, la Filarmónica Checa volvió a destacar en la escena internacional, en parte gracias a las grabaciones de las sinfonías de Dvořák.
Tras su fallecimiento, la dirección de la orquesta fue asumida por Semyon Bychkov, quien continúa reforzando su prestigio, ampliando el repertorio con nuevas obras y colaborando con destacados artistas internacionales.

## Actividad de conciertos
La Filarmónica Checa ofrece cada temporada aproximadamente 50 conciertos en el país y 30 en el extranjero. El programa nacional está dividido en cinco ciclos de abono.  A lo largo de la temporada también se celebran conciertos especiales, como el Concierto por la libertad y la democracia, los conciertos de Año Nuevo y de Nochevieja, o el concierto al aire libre de clausura de temporada.
En cuanto a la programación, la orquesta se centra en la música de los siglos XIX y XX, especialmente la música checa: Dvořák, Smetana y Janáček. Gracias a la influencia de Semyon Bychkov, también se interpretan con frecuencia obras de Mahler y Shostakóvich.

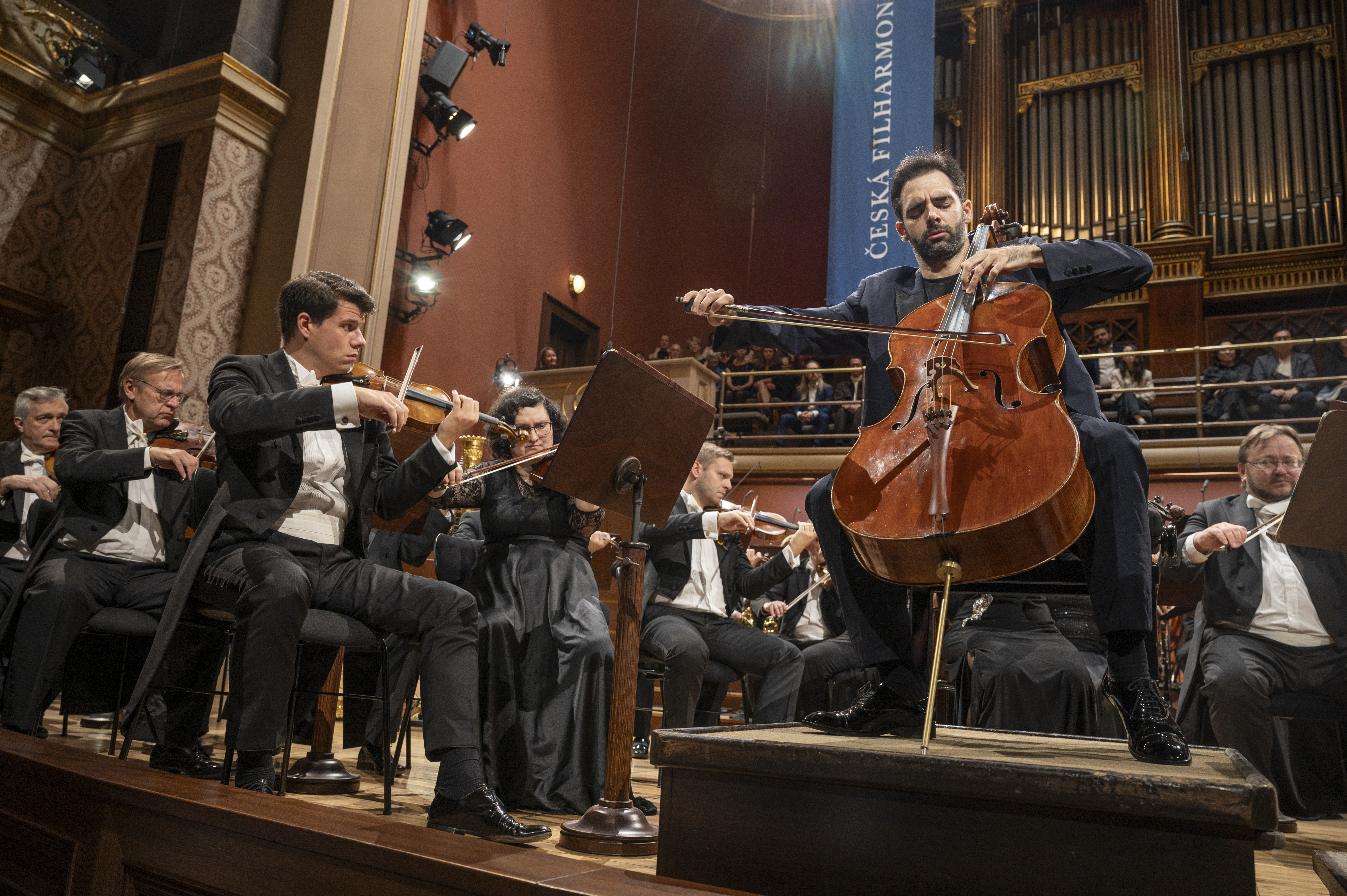
Pablo Ferrandéz con la Orquesta Filarmónica Checa

Los artistas en residencia desempeñan un papel clave en la programación — en la temporada 2024/2025, fue el pianista Daniil Trifonov.
La orquesta colabora de forma regular con destacados directores y solistas internacionales, como Sir Simon Rattle, Pablo Ferrandéz, Daniil Trifonov, Janine Jansen, Augustin Hadelich, entre otros.

## Actividad internacional
La Filarmónica Checa obtuvo reconocimiento internacional desde sus inicios. 
Un momento clave en este sentido fue el concierto en Londres en 1902. En una carta a su familia, el director Oskar Nedbal escribió: «Es la primera vez que una orquesta del continente se establece en Londres por un período prolongado. Dicen que la Filarmónica de Londres está furiosa por eso…»
Actualmente, la Filarmónica Checa es residente habitual en varias ciudades europeas como Viena, Salzburgo, Budapest, Ámsterdam, Hamburgo y Madrid. Cada año participa en prestigiosos festivales de verano como los BBC Proms, Kissingen Sommer o Elbphilharmonie Sommer.
La primera gira transoceánica de la Filarmónica Checa — en su momento la más extensa jamás realizada por una orquesta — tuvo lugar en 1959. Incluyó presentaciones en Australia, Japón, Nueva Zelanda, China, India y la Unión Soviética.
Mientras que la orquesta no regresó a China hasta 2001, 42 años después, en Japón logró consolidarse hasta el punto de que su presencia habitual en salas como la Suntory Hall de Tokio se ha convertido en una parte integral de las temporadas de conciertos del país.

La Filarmónica Checa visitó por primera vez Estados Unidos y Canadá en 1965, bajo la dirección de Karel Ančerl. Posteriormente regresó en varias ocasiones al continente americano, realizando su décima gira conmemorativa en 2004 bajo la batuta de Andrej Borejko. Hasta la fecha, su mayor logro ha sido una residencia de tres días en el Carnegie Hall de Nueva York.

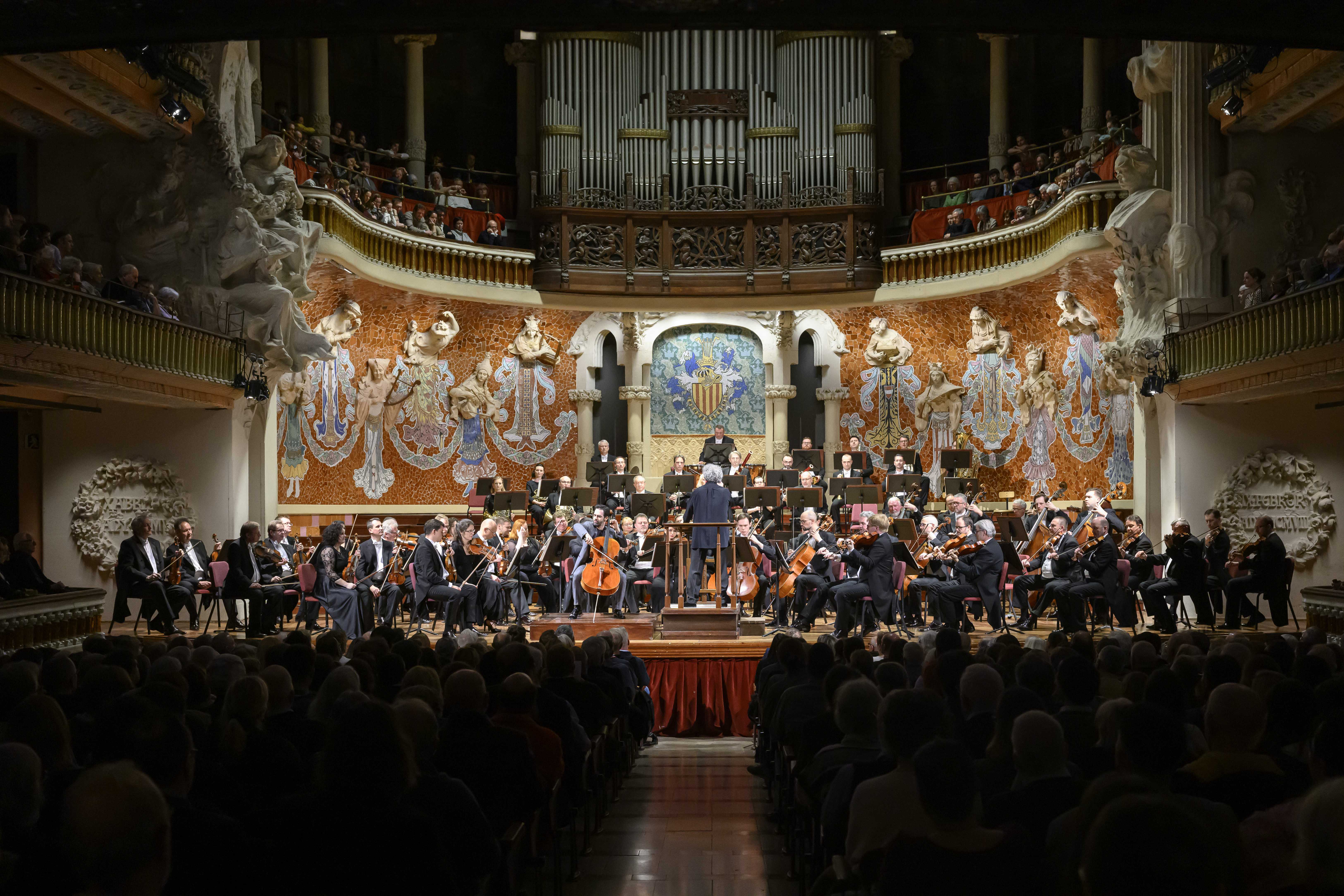
La Filarmónica Checa en Barcelona
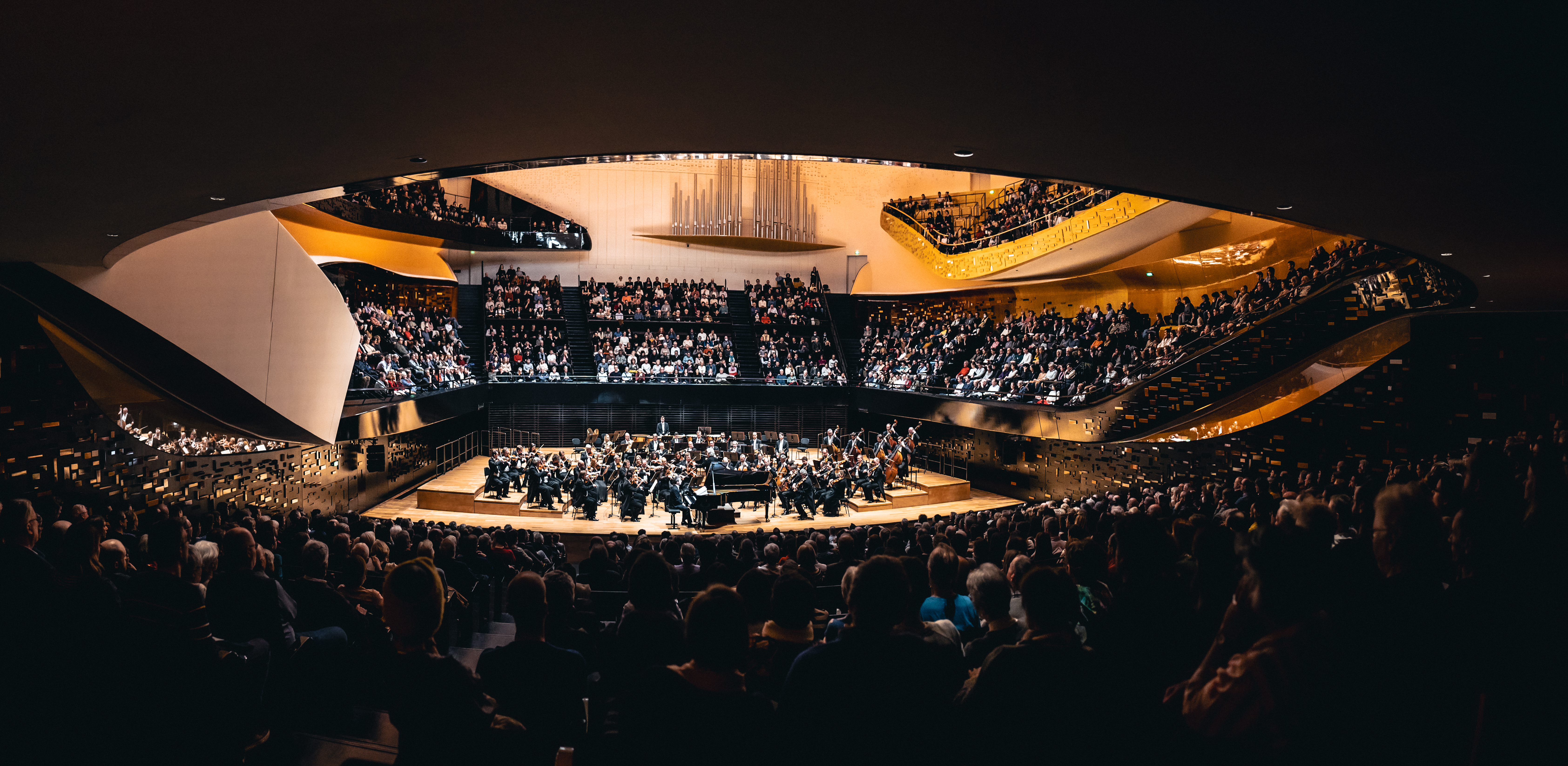
La Filarmónica Checa en París
Filarmónica checa en Hamburgo
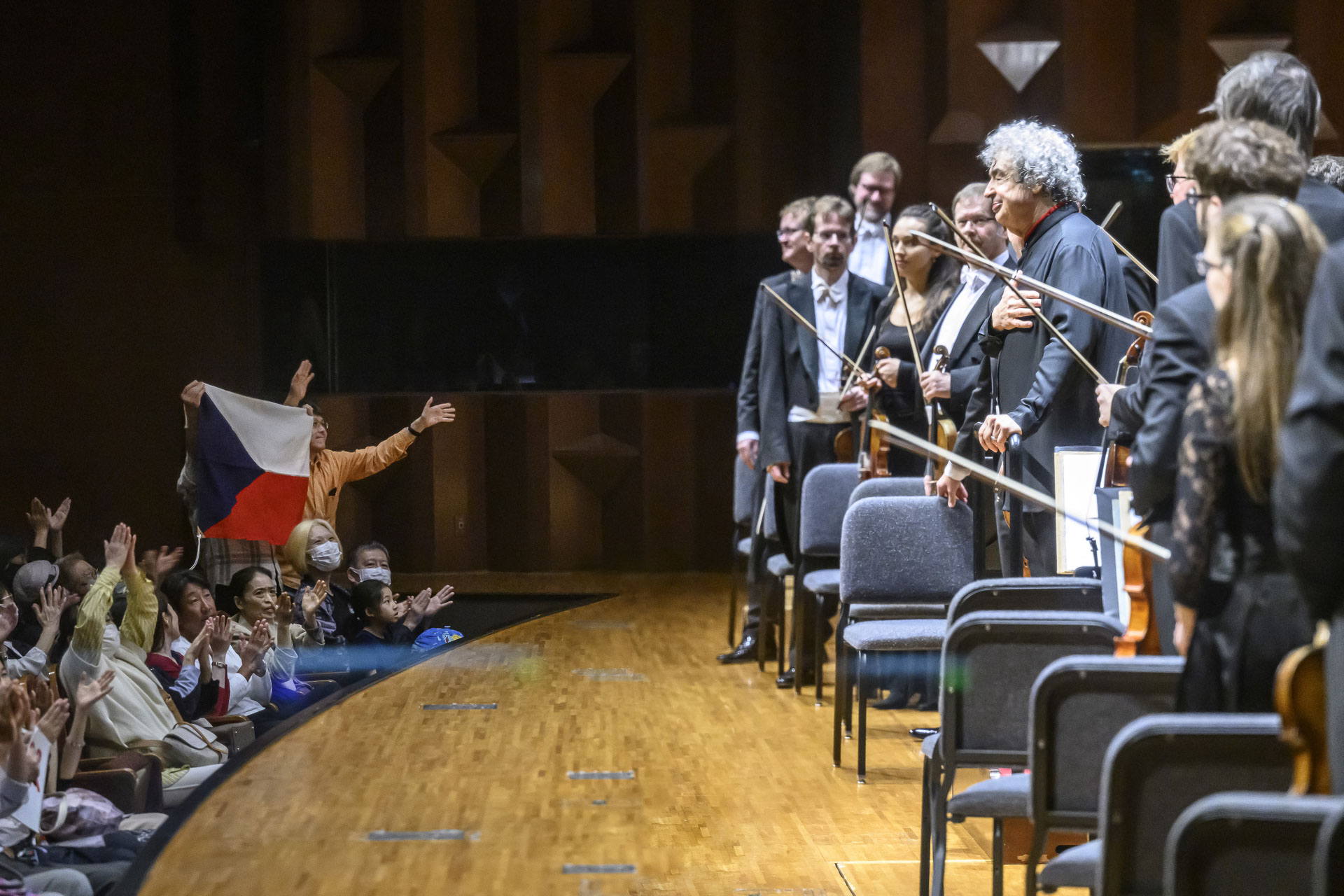
Filarmónica checa en Ósaka

## Actividad educativa[10]
Además de su labor concertística, la Filarmónica Checa desempeña un papel fundamental en la educación musical a lo largo de generaciones. Cada temporada ofrece decenas de talleres y conciertos comentados. También lleva a cabo varios proyectos de larga duración, como Romano drom, en cuyo marco colabora con la cantante Ida Kelarová y el coro romaní Čhavorenge. 
La institución lleva años comprometida con la formación y preparación de los futuros profesionales de la música. La Academia Orquestal brinda a jóvenes músicos talentosos la oportunidad de integrarse plenamente en la orquesta y adquirir experiencia junto a los mejores intérpretes.
La Filarmónica Checa también apoya a los jóvenes talentos a través de la Filarmónica Estudiantil Checa, integrada por alumnos de conservatorios municipales.Una orquesta conjunta formada por estudiantes de conservatorios elementales y músicos de la Filarmónica fue creada en estrecha colaboración con los centros de enseñanza artística de la República Checa. 

A través del programa Música para las escuelas, la Filarmónica Checa también ayuda a formar a los docentes de educación musical, ofreciéndoles nuevas metodologías y enfoques pedagógicos.

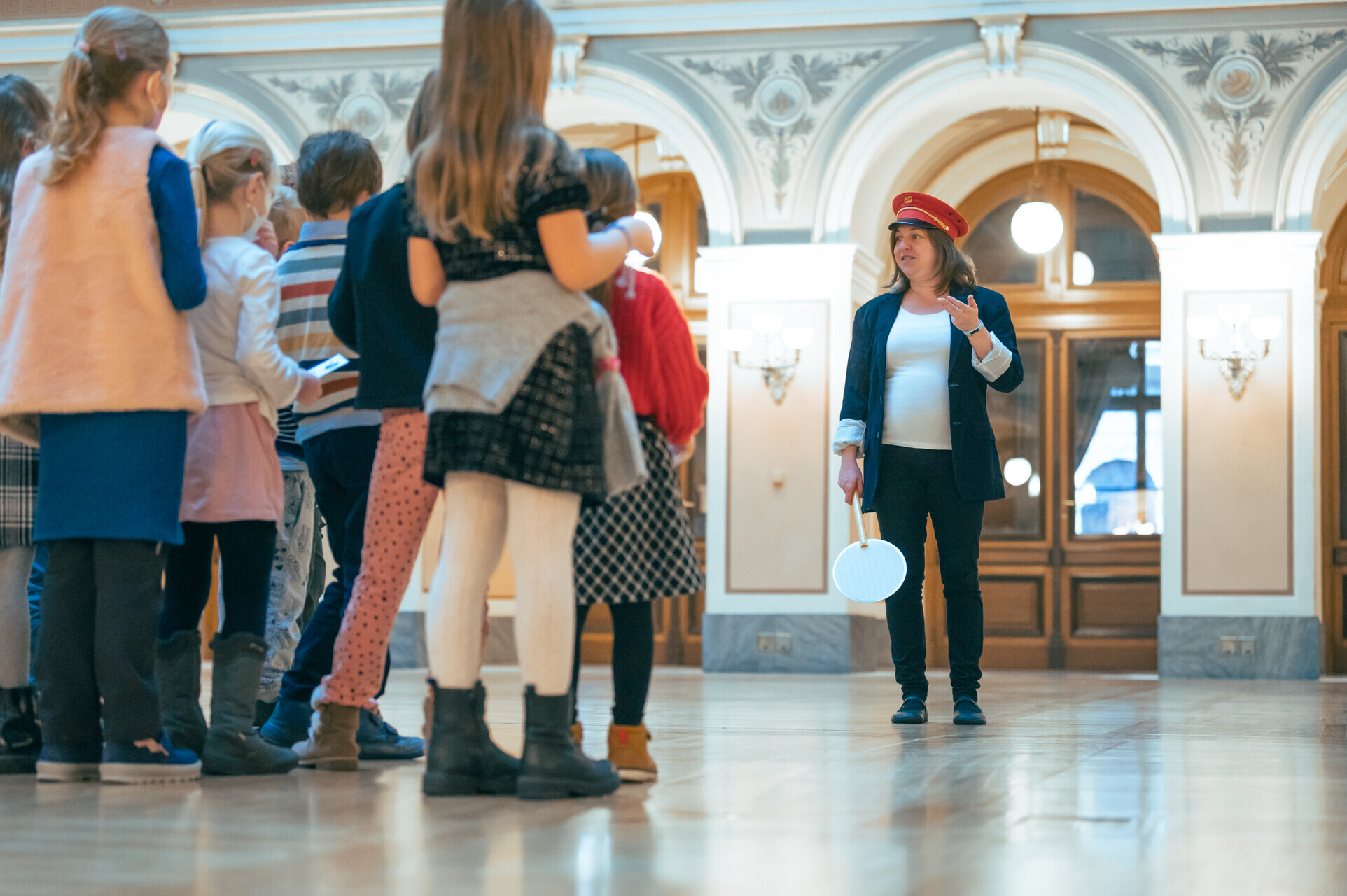
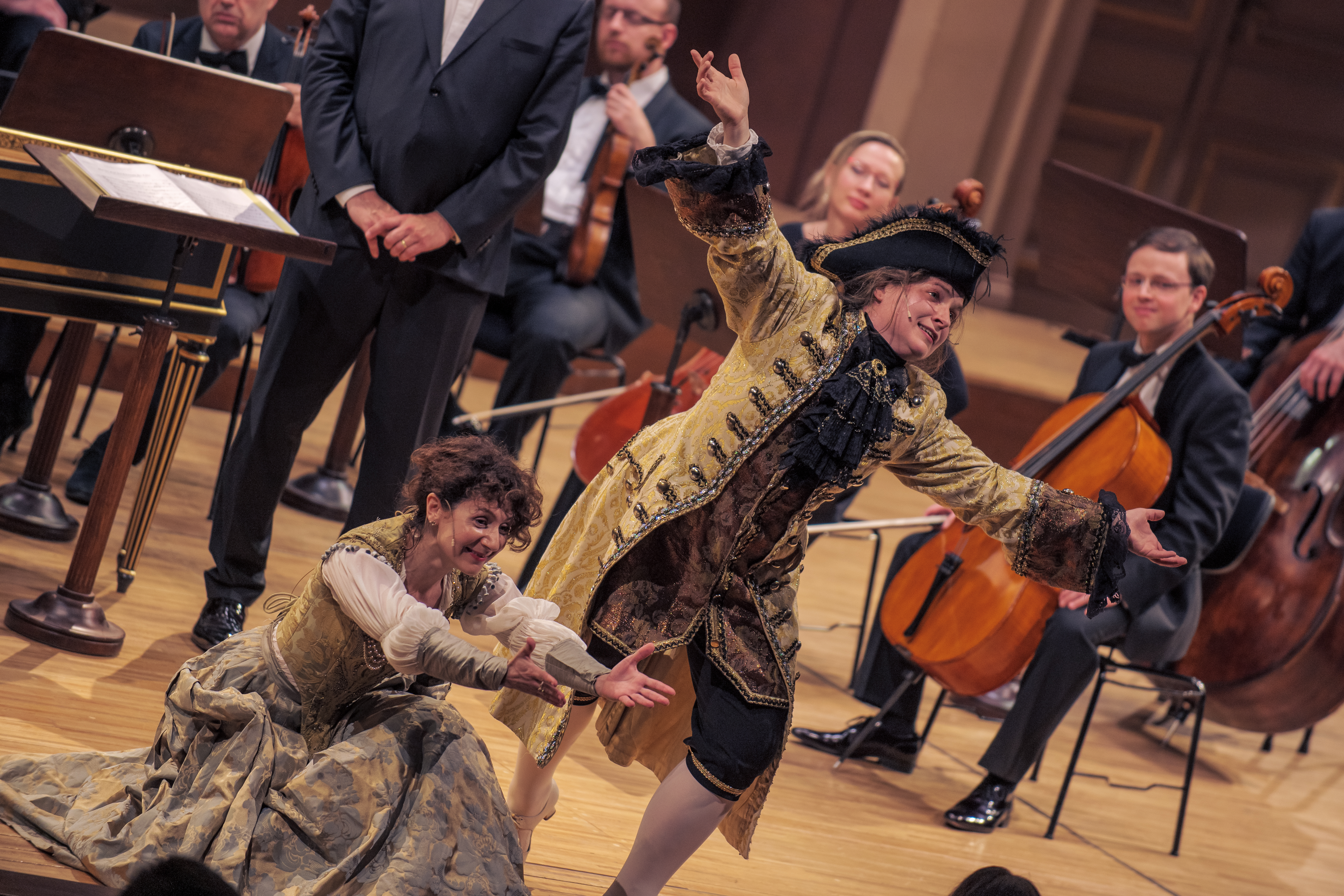
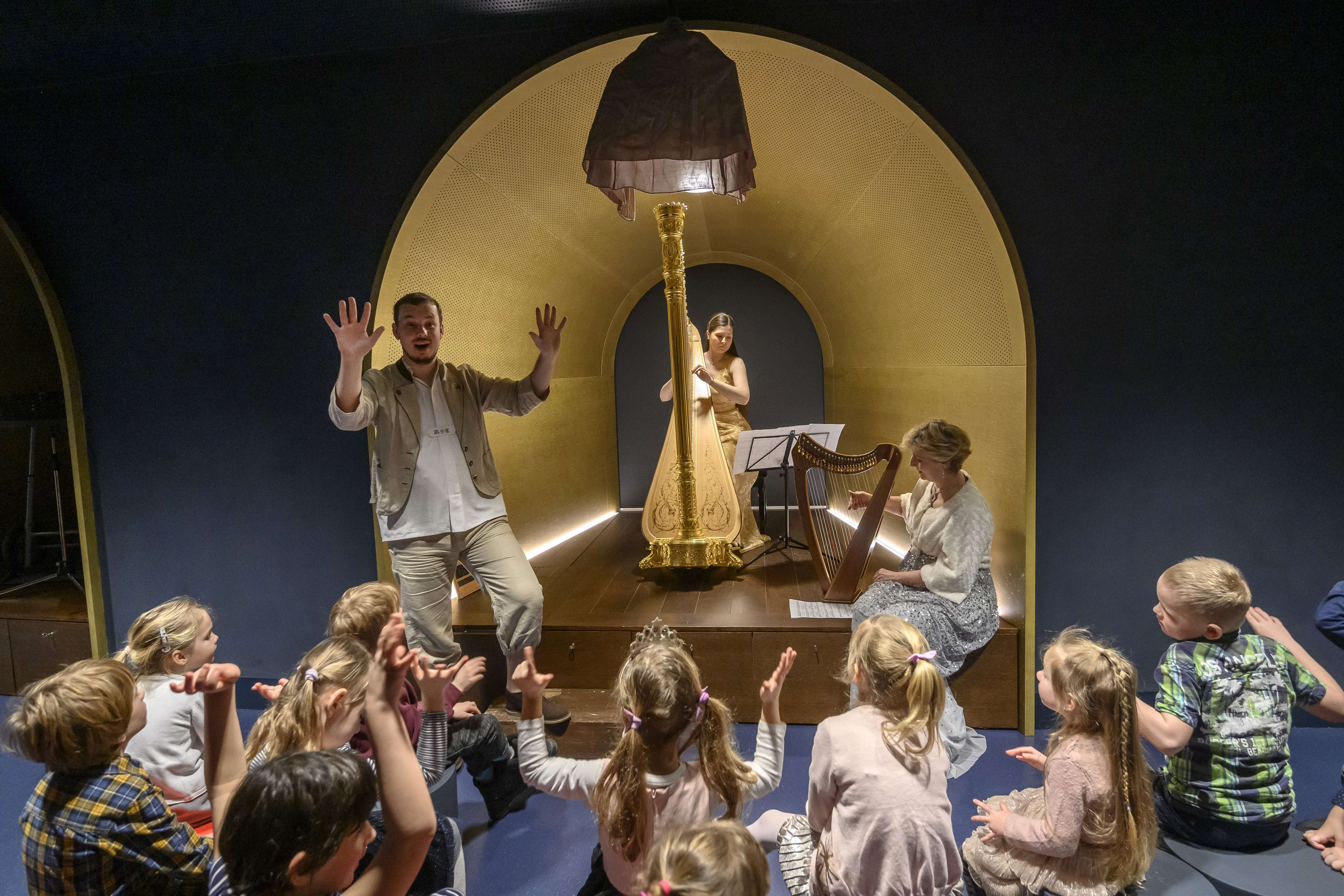

## Actividad de grabación
La misión de la Orquesta Filarmónica Checa incluye también la preservación de las interpretaciones actuales de obras musicales clásicas y contemporáneas para las generaciones presentes y futuras. Por ello, cada año realiza varios proyectos de grabación para sellos discográficos tanto checos como internacionales.
La primera grabación fonográfica se realizó en 1929, cuando Václav Talich grabó Má vlast para el sello His Master’s Voice. La construcción de una extensa discografía continuó después de la guerra con la compañía Supraphon, con grabaciones especialmente destacadas con Václav Talich, Karel Ančerl y Jiří Bělohlávek. Esta colaboración prolongada fue retomada más tarde por el sello Decca Classics, bajo el cual se produjo la serie Antonín Dvořák: Sinfonías y Conciertos Completos, dirigida por Jiří Bělohlávek. También se publicó una serie completa de las sinfonías de Chaikovski con este sello.
Entre las grabaciones más recientes se encuentra una serie de las sinfonías de Mahler bajo la dirección de Semyon Bychkov. Fue realizada en colaboración con el sello PENTATONE y recibió críticas positivas de expertos de todo el mundo.
Otras grabaciones fruto de esta colaboración con PENTATONE surgieron con motivo del Año de la Música Checa 2024, entre ellas un CD de Má vlast, también dirigido por Semyon Bychkov.

## Sociedad Checa de Música de Cámara[13]
En el Rudolfinum actúa, como parte de la Orquesta Filarmónica Checa, la Sociedad Checa de Música de Cámara. Fue fundada en 1894 con el fin de apoyar la actividad concertística del Cuarteto Checo y hoy en día figura como una de las instituciones musicales más antiguas de la República Checa.
La temporada de la Sociedad Checa de Música de Cámara se compone de cinco ciclos de conciertos cuya programación combina obras de compositores consagrados con creaciones contemporáneas de artistas actuales. El ciclo R está dedicado a recitales en solitario. Han participado en él intérpretes como Daniil Trifonov, Janine Jansen o Mitsuko Uchida. Cada temporada de la Sociedad cuenta con un curador responsable de colaborar en la elaboración del programa y la invitación de los artistas. Para la 130.ª temporada, este puesto lo ocupa el director, compositor, contrabajista y pianista Petr Popelka.

## Otras actividades
La Orquesta Filarmónica Checa colabora regularmente con instituciones artísticas tanto en la República Checa como en el extranjero, en especial con el Festival Internacional de Cine de Karlovy Vary y el grupo de danza Dekkadancers.
También publica su propia revista, Ladírna, y el pódcast Philharmonious, que incluye entrevistas con destacadas figuras del mundo musical.

## Directores
- Semión Bychkov (desde 2018)
- Jiří Bělohlávek (2012-2017)
- Eliahu Inbal (2009-2012)
- Zdeněk Mácal (2003–2007)[14]
- Vladimir Ashkenazy (1996–2003)
- Gerd Albrecht (1993–1996)
- Jiří Bělohlávek (1990–1992)
- Václav Neumann (1968–1989)
- Karel Ančerl (1950–1968)
- Rafael Kubelík (1942–1948)
- Václav Talich (1933–1941)
- Václav Talich (1919–1931)
- Vilém Zemánek (1903–1918)
- Ludvík Čelanský (1901–1903)